# Grand Prix automobile de Monaco 1966
GP précédent GP suivant
Le Grand Prix de Monaco 1966 (XXIVe Grand Prix de Monaco), disputé sur le circuit de Monaco le 22 mai 1966, est la cent-quarante-deuxième épreuve du championnat du monde de Formule 1 courue depuis 1950 et la première manche du championnat 1966.

## Contexte avant la course

### Le championnat du monde
Après cinq années de Formule 1 1 500 cm3, formule dérivée de l'ancienne Formule 2 en vigueur de 1957 à 1960, la Commission sportive internationale (C.S.I.) a décidé lors de son comité exécutif de décembre 1963 de porter à trois litres la cylindrée des nouvelles F1, mesure entrée en vigueur le 1er janvier 1966. Le nouveau règlement autorise à nouveau l'utilisation de moteurs suralimentés, avec un coefficient deux pour la cylindrée (soit un maximum de 1 500 cm3 en cas d'utilisation d'un compresseur volumétrique ou d'un turbocompresseur). La réglementation (qui restera en vigueur jusqu'au 31 décembre 1967) s'appuie sur les points suivants, :
- pas de cylindrée minimale
- cylindrée maximale : 3 000 cm3 si moteur atmosphérique ou 1 500 cm3 si moteur suralimenté
- poids minimal : 500 kg (en ordre de marche, sans carburant et sans pilote)
- roues non carénées
- double circuit de freinage obligatoire
- arceau de sécurité obligatoire (le haut du cerceau devant dépasser le casque du pilote)
- démarreur de bord obligatoire
- carburant commercial obligatoire
- ravitaillement en huile interdit durant la course
- distance minimale d'un Grand Prix : 300 km
- distance maximale d'un Grand Prix : 400 km
- distance minimale pour être classé : 90% de la distance parcourue par le vainqueur

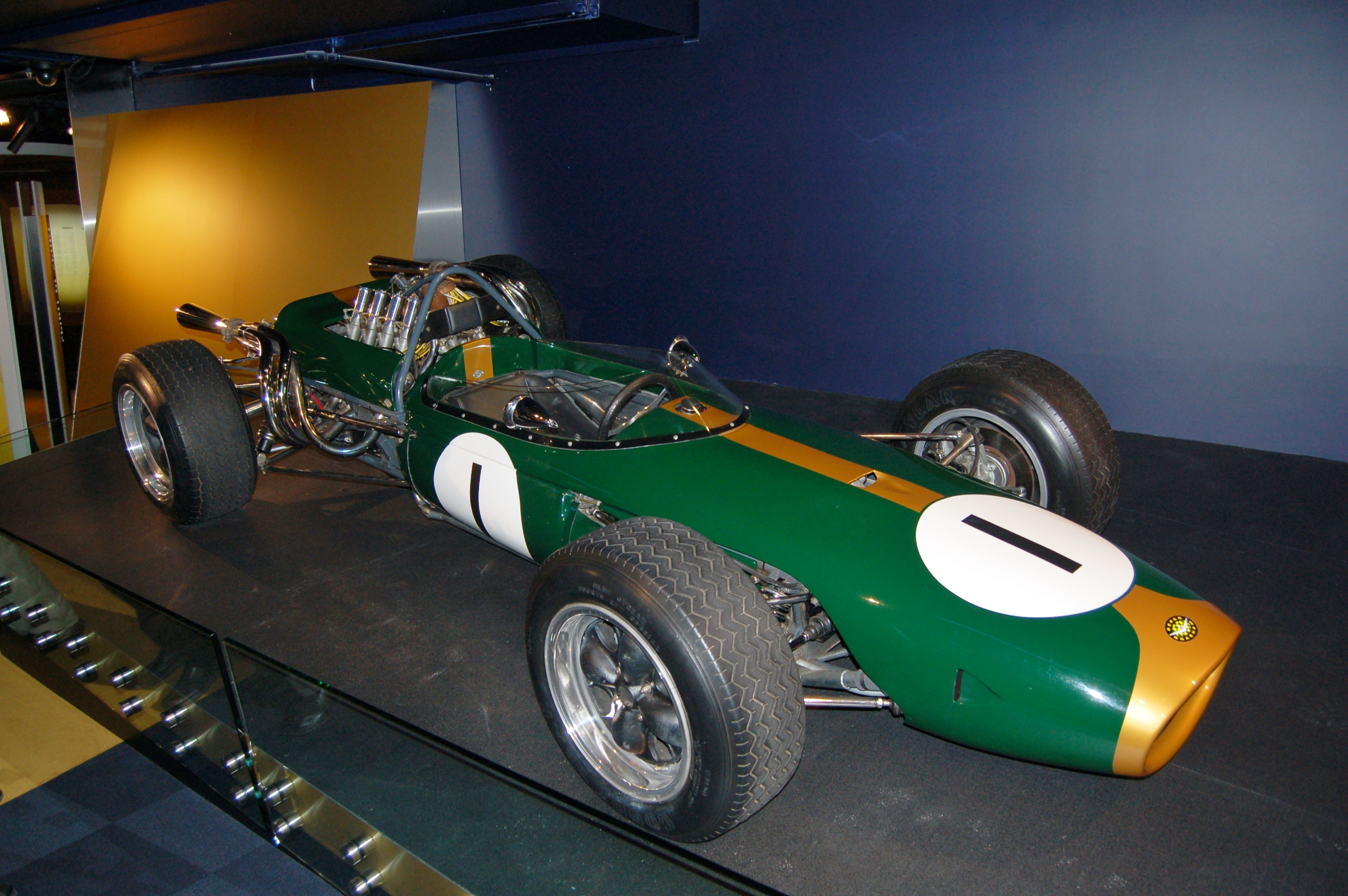
Une semaine avant le Grand Prix de Monaco, la Brabham BT19 à moteur Repco du pilote-constructeur Jack Brabham s'est brillamment imposée à Silverstone.

À l'avènement de la Formule 1 «3 litres», le 1er janvier, à l'occasion du Grand Prix d'Afrique du Sud, seul Jack Brabham fut en mesure d'aligner une monoplace conçue selon la nouvelle réglementation, les autres concurrents utilisant leurs précédents modèles, lestés et équipés de moteurs réalésés. Au volant de sa Brabham BT19 à moteur Repco, le pilote-constructeur s'élança ce jour de la pole position et domina la majeure partie de la course jusqu'à ce qu'un pilote attardé l'envoie en tête-à-queue, entraînant son abandon. C'est seulement en mai, à Syracuse (toujours hors championnat), qu'apparurent d'autres nouveautés, la Ferrari à moteur V12 (que John Surtees fit triompher) et la Cooper à moteur Maserati V12 dont les débuts furent loin d'être prometteurs. Si bon nombre de spécialistes s'accordent alors à considérer la Ferrari comme favorite pour cette nouvelle saison, la voiture italienne disposant du moteur le plus puissant du plateau, Brabham parvint à démontrer deux semaines plus tard à Silverstone qu'une monoplace légère, même dotée d'un modeste moteur dérivé de la grande série, pouvait également s'imposer. Aussi, alors que les nouvelles Lotus et BRM sont à peine achevées, les pronostics sont-ils mitigés à la veille du Grand Prix de Monaco, épreuve inaugurale du championnat du monde.

### Le circuit
C'est en octobre 1925 qu'Antony Noghès, membre de l'ACM, commença à élaborer l'idée d'une épreuve de sports mécaniques dans les rues de Monaco. Avec le soutien de Louis Chiron, il obtient l'accord des instances officielles du sport automobile, l'AIACR, et le premier Grand Prix de Monaco se déroulera en avril 1929 sur un circuit empruntant le Boulevard Albert Ier, la montée du Casino, la descente vers la gare puis le tunnel passant sous le tir aux pigeons pour revenir au point de départ. Développant un peu plus de trois kilomètres, le tracé se révèle très exigeant en termes de pilotage, la piste très étroite comportant très peu de zones de dégagement et exigeant une concentration permanente. Depuis cette première édition remportée par Bugatti du Franco-Britannique Williams, le circuit est resté pratiquement inchangé et est devenu, après-guerre, un des lieux les plus prisés du championnat du monde de Formule 1. Avec trois victoires chacun, Stirling Moss et Graham Hill sont les pilotes les plus titrés en principauté.

### Tournage
Le circuit de Monaco va également servir de cadre au futur film Grand Prix, produit par la Metro-Goldwyn-Mayer sous la direction de John Frankenheimer. Dans ce contexte, l'équipe de tournage a équipée d'une caméra frontale une Lotus 25 rachetée à Joakim Bonnier, Phil Hill étant chargé des prises de vue à son volant. Quelques pilotes et journalistes professionnels joueront leur propre rôle, tandis que, en plus des images réelles tournées aux essais et en course des scènes fictives seront tournées sur des monoplaces de Formule 3 maquillées en F1.

## Monoplaces en lice
- Lotus 33 & 43 "Usine"

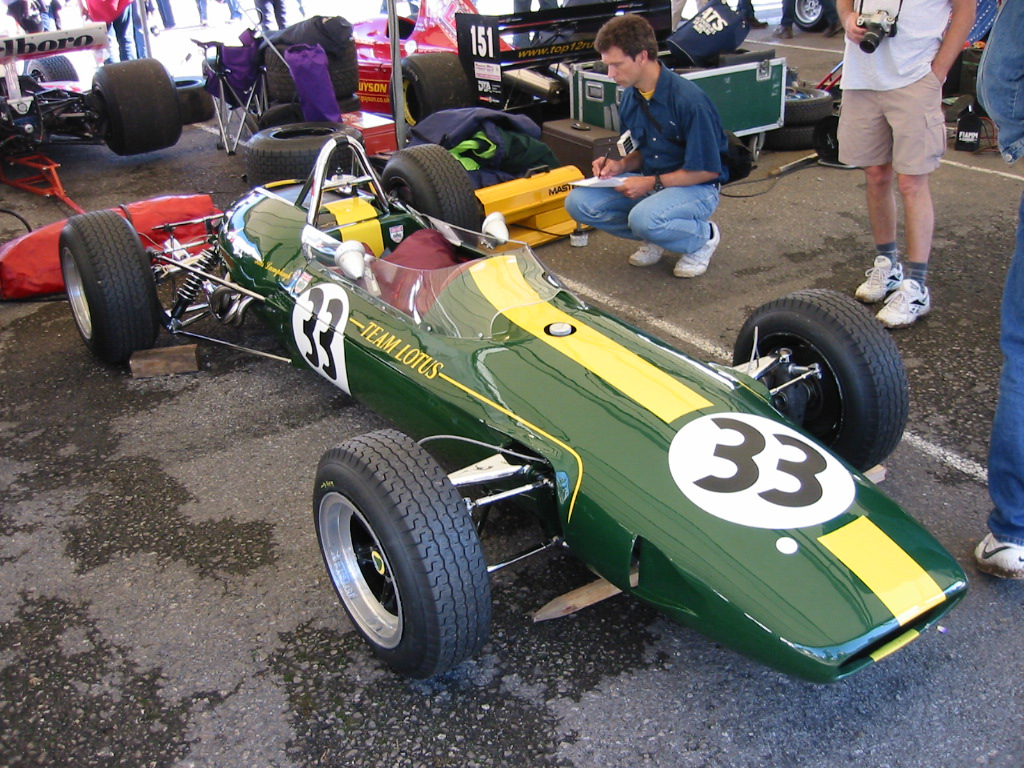
La nouvelle Lotus 43 n'étant pas encore opérationnelle, Jim Clark partira au volant d'une 33 à moteur Climax deux litres.

La nouvelle Lotus 43 à moteur BRM 16 cylindres n'est pas encore opérationnelle aussi Peter Arundell, qui devait la faire débuter, est-il absent. Colin Chapman aligne une seule monoplace pour Jim Clark. Il s'agit de la 33 utilisée par le champion du monde la saison précédente, maintenant dotée d'un moteur Climax FWMV dont la cylindrée a été portée à 1970 cm3. Dans cette version baptisée MkIX, le V8, alimenté par un système d'injection indirecte Lucas et doté d'une culasse à deux soupapes par cylindres, développe environ 240 chevaux à 8800 tr/min. Dotée d'un châssis monocoque, la 33 est équipée d'une boîte de vitesses ZF à cinq rapports. La nouvelle réglementation exigeant un poids minimal de 500 kg à vide, la voiture a dû être lestée. Depuis le début d'année, les Lotus officielles sont chaussées de pneus Firestone,.
- Lotus 25 & 33 privées

Utilisant les mêmes châssis que la saison précédente, l'équipe de Tim Parnell a équipé sa Lotus 25C d'un ancien moteur Climax FPF (quatre cylindres, 2,7 litres, 260 chevaux) et sa 33 d'un V8 BRM (2 litres, 260 chevaux), la première destinée à Richard Attwood et la seconde à Mike Spence. Les deux monoplaces sont équipées d'une boîte de vitesses Hewland à cinq rapports et de pneus Firestone. Elles ont été lestées pour atteindre les 500 kg requis. Ayant accepté une proposition du Colonel Hoare pour piloter une Dino 206 SP aux 1000 kilomètres de Spa, Attwood a finalement déclaré forfait à Monaco et n'est pas remplacé, Spence défendant seul les couleurs de l'écurie.
- BRM P261 & P83 "Usine"

Le constructeur de Bourne a achevé le premier exemplaire de l'impressionnante BRM P83 à moteur seize cylindres en H, qu'il a amené à Monaco, mais cette voiture, à court de mise au point, ne participera qu'aux essais, l'équipe préférant miser sur ses éprouvées P261 à moteur V8 pour la course. Graham Hill et Jackie Stewart disposent donc de leurs montures de 1965, avec un moteur dont la cylindrée a été portée à deux litres. Alimenté par injection indirecte Lucas, il développe maintenant 260 chevaux à 10000 tr/min, contre plus de 400 à 11000 tr/min pour le moteur H16 ! Les deux différents modèles ont en commun leur boîte six vitesses (conçue et réalisée en interne) et leur structure monocoque. Les P261 ont été lestées pour atteindre les 500 kg réglementaires, alors que l'imposante P83 pèse plus de 650 kg. Les trois voitures sont officiellement chaussées de pneus Dunlop, mais il est prévu que des pneus Goodyear soient également testés.
- BRM P261 privée

Présent pour l'épreuve de Formule 3 (qu'il disputera sur une Brabham-Cosworth), Bob Bondurant a été invité, après la défection de Dan Gurney, à participer également au Grand Prix F1. Le pilote américain disposera de la BRM P261 de l'équipe Chamaco, identique aux modèles d'usine.
- Brabham BT19 & BT22 "Usine"

Jack Brabham est le seul à disposer de la BT19 à moteur Repco, son coéquipier Denny Hulme devant pour l'heure se contenter d'une BT22 dotée d'un ancien noteur Climax à quatre cylindres. Initialement conçue, en 1965, pour être équipée du futur moteur seize cylindres Climax, la BT19, à châssis multitubulaire, fut finalement équipée du moteur V8 Repco développé à partir du bloc Oldsmobile F85, initialement en version 2,5 litres en prévision de la Formule Tasmane, puis en version 3 litres pour pallier l'abandon du projet Climax. Ayant disputé les manches hors championnat avec la première version trois litres du V8 (285 chevaux), Brabham va cette fois bénéficier d'un nouveau moteur développant 300 chevaux à 6800 tr/min. Équipée d'une boîte de vitesses Hewland à cinq rapports, la BT19 pèse 530 kg en ordre de marche. Dérivée de la Formule Tasmane, la BT22 de Hulme pèse 500 kg, son moteur 2,5 litres Climax délivrant 225 chevaux à 6800 tr/min. Les Brabham sont chaussées de pneus Goodyear.
- Brabham BT11 privées

Toujours sous les couleurs de DW Racing Enterprises, Bob Anderson aligne son ancienne Brabham BT11 qu'il a dotée d'un quatre cylindres Climax de 2,7 litres (260 ch à 6800 tr/min). Elle est désormais chaussée de pneus Firestone. Le Rob Walker Racing Team aligne quant à lui sa BT11 à moteur V8 BRM (deux litres, 260 chevaux) pour Joseph Siffert, la Cooper T81 de l'équipe n'étant pas opérationnelle après la casse de son V12 Maserati à Silverstone. La voiture de Siffert utilise des pneus Dunlop.
- Ferrari 246 & 312 "Usine"

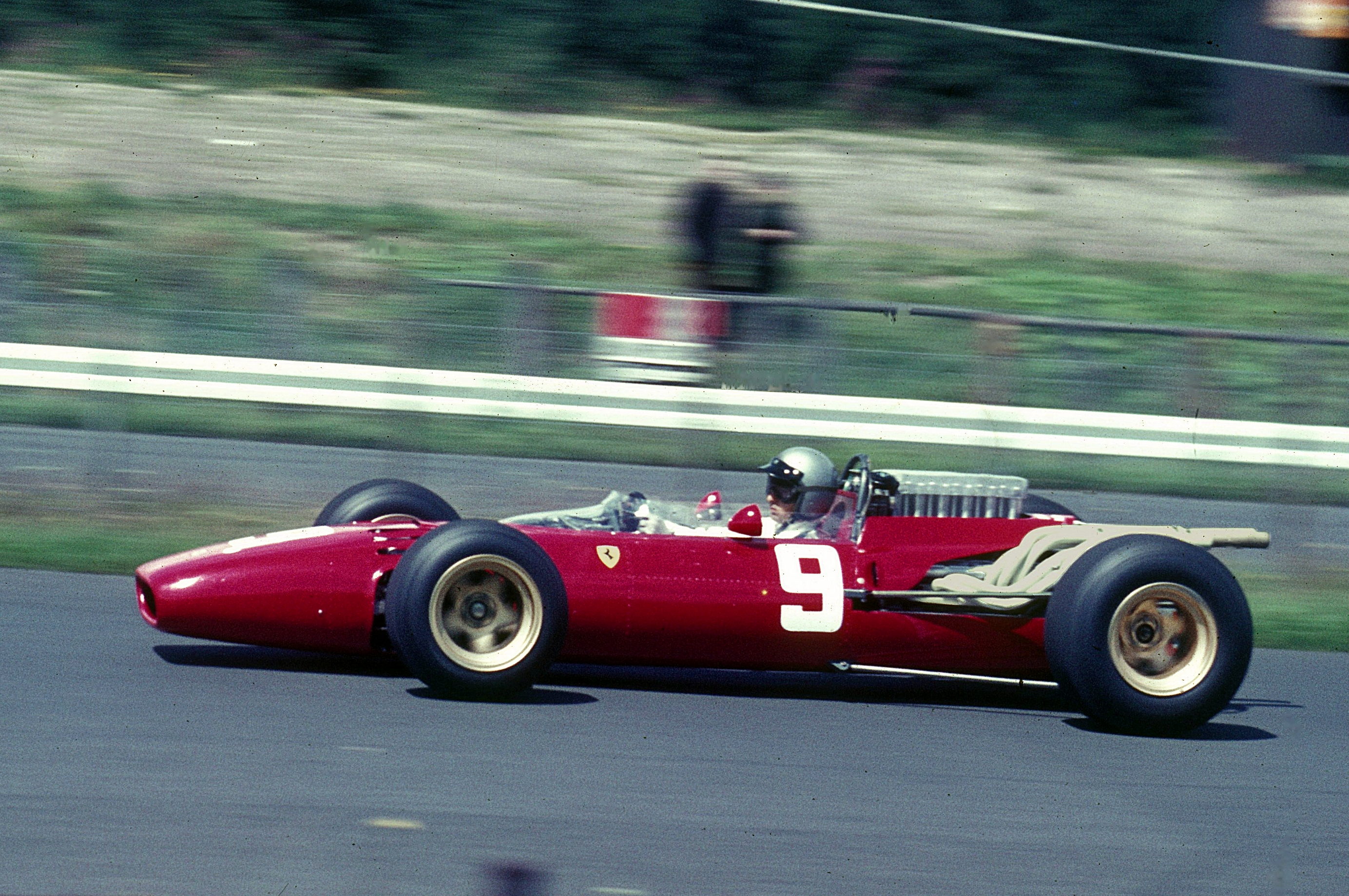
Victorieuse à Syracuse le mois précédent, la Ferrari 312 (vue ici avec Bandini aux commandes) figure parmi les favorites.

Convalescent après son accident survenu aux essais du Grand Prix du Canada en septembre 1965, John Surtees s'est beaucoup entraîné durant l'hiver pour recouvrer tout son potentiel, tout d'abord au volant de la Ferrari 246 construite l'année précédente pour la Formule Tasmane, avant de disputer les premières épreuves européennes de la saison sur la nouvelle 312. Le pilote britannique s'est montré très réservé au sujet de cette dernière, qu'il juge lourde et encombrante et dont le moteur V12, dérivé de celui des prototypes d'endurance, ne délivre pas la puissance escomptée. Il lui préfère la «petite», la 312 s'avérant d'ailleurs nettement moins véloce que la 246 Tasmane sur l'autodrome de Modène ! Au sein de la Scuderia Ferrari, on estime cependant que la nouvelle monoplace a plus de potentiel et le directeur sportif Eugenio Dragoni ne donnera guère le choix à son premier pilote. Pour l'épreuve monégasque, trois monoplaces ont été préparées, deux 312 (dont une tout juste achevée) pour Surtees et Lorenzo Bandini, ainsi que la 246 en voiture de réserve. Donné pour 350 chevaux à 9500 tr/min, le V12 n'en développe réellement que 325 en ce début de saison, selon l'ingénieur Mauro Forghieri, alors que la nouvelle monoplace, à châssis semi-monocoque, dépasse les 600 kg. Son rapport poids/puissance n'est donc pas meilleur que celui de la 246, qui pèse près de 100 kg de moins et dont le moteur V6 Dino délivre plus de 260 chevaux à 7800 tr/min. Les deux modèles sont équipés d'une boîte cinq vitesses et de pneus Dunlop, la Scuderia ayant également prévu de tester des pneus Firestone.
- Cooper T81 "Usine"

Ayant revendu en 1965 la Cooper Car Company au Chipstear Motor Group (dont le principal dirigeant est également concessionnaire Maserati en Grande-Bretagne), John Cooper a néanmoins conservé son rôle de directeur technique, l'ancien pilote Roy Salvadori étant engagé comme directeur sportif de l'écurie. Les liens avec Maserati ont amené le constructeur italien à fournir à l'équipe et à ses clients les moteurs de Formule 1, des V12
dérivés de celui testé en 1957, sans succès, sur la 250F. Avec une cylindrée portée à 2989 cm3, le V12 Tipo 9 est censé délivrer 360 chevaux à 9000 tr/min, mais sa puissance réelle, en ce début de saison, est plutôt comprise entre 330 et 340 chevaux. Mis au point sur le prototype T80 (initialement conçu pour recevoir le seize cylindres Climax), ce moteur équipe les nouvelles T81, conçues par Derrick White, premières monoplaces à structure monocoque réalisées par le constructeur de Surbiton, apparues lors du Grand Prix de Syracuse. Six châssis de ce type ont été construits, dont trois vendus à des écuries privées. Les premières sorties de ces voitures se sont révélées relativement décevantes, les T81 subissant le handicap d'un poids trop élevé (605 kg) dû à leur moteur (de conception relativement ancienne) accouplé à une grosse boîte de vitesses ZF à cinq rapports. Deux voitures ont été engagées pour l'épreuve monégasque, Jochen Rindt étant épaulé par Richie Ginther, «prêté» par Honda dont le projet F1 trois litres a pris du retard. Les Cooper sont chaussées de pneus Dunlop.
- Cooper T81 privées

Techniquement identiques aux T81 officielles, les trois Cooper-Maserati privées sont présentes à Monaco, mais à la veille des premiers essais celle de Rob Walker (habituellement confiée à Jo Siffert) n'est pas opérationnelle, le moteur V12 cassé à Silverstone étant toujours en cours de réparation. Ancien coéquipier de Siffert, Joakim Bonnier a dû monter sa propre structure pour 1966, Walker ayant décider de ne plus engager qu'un seul pilote. Installé en Suisse, le Suédois a créé l'écurie Anglo-Suisse Racing, sa T81 (chaussée de gommes Firestone) arborant les couleurs rouge et blanc. Troisième client de la marque, le pilote privé Guy Ligier s'apprête à disputer sa première course de championnat du monde avec un moteur tout juste remis en état, après avoir cassé, comme celui de Siffert, lors de l'International Trophy à Silverstone. Ligier utilise des pneus Dunlop.
- McLaren M2B "Usine"

Après une première expérience de pilote-constructeur dans les courses américaines d'endurance, Bruce McLaren a étendu les activités de son entreprise à la Formule 1. Ayant acquis fin 1965 cinq moteurs V8 Ford conçus pour les 500 miles d'Indianapolis, il les a fait convertir par son partenaire motoriste Traco, pour réduire la cylindrée de 4,2 à 3 litres. Le résultat ne donna pas les 335 chevaux escomptés, la puissance maximale  de ce moteur alimenté par un système d'injection Tecalemit étant de 305 chevaux à 9600 tr/min. De plus, quatre des cinq V8 Ford n'ont pas résisté aux essais sur banc et seule la M2B de McLaren a pu être préparée pour Monaco, aucun moteur n'étant disponible pour la deuxième voiture, destinée à Chris Amon ! Conçue autour d'une structure monocoque englobant le réservoir de carburant, la M2B est dotée d'une boîte de vitesses ZF à cinq rapports. Elle pèse 530 kg à vide et utilise des pneus Firestone. À la demande de John Frankenheimer, réalisateur du film «Grand Prix», la monoplace est blanche, avec une bande verte, pour représenter une écurie japonaise fictive du scénario.

## Coureurs inscrits

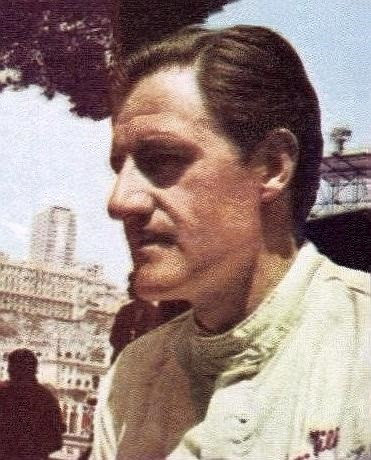
Pilotant une BRM, Graham Hill tentera de remporter une quatrième victoire consécutive à Monaco.

| no  | Pilote          | Écurie                      | Constructeur | Modèle       | N° châssis | Moteur                       | Pneumatiques |
| --- | --------------- | --------------------------- | ------------ | ------------ | ---------- | ---------------------------- | ------------ |
| 1   | Chris Amon      | Bruce McLaren Motor Racing  | McLaren      | McLaren M2B  | M2B/2      | Ford 406 V8                  | F            |
| 2   | Bruce McLaren   | Bruce McLaren Motor Racing  | McLaren      | McLaren M2B  | M2B/1      | Ford 406 V8                  | F            |
| 3   | Peter Arundell  | Team Lotus                  | Lotus        | Lotus 43     | 43/1       | BRM P75 H16                  | F            |
| 4   | Jim Clark       | Team Lotus                  | Lotus        | Lotus 33     | 33 R11     | Coventry Climax FWMV MkIX V8 | F            |
| 5   | Richard Attwood | Reg Parnell Racing          | Lotus        | Lotus 25C    | 25 R3      | Coventry Climax FPF L4       | F            |
| 6   | Mike Spence     | Reg Parnell Racing          | Lotus        | Lotus 33     | 33 R13     | BRM P56 V8                   | F            |
| 7   | Jack Brabham    | Brabham Racing Organisation | Brabham      | Brabham BT19 | F1-1-65    | Repco RB 620 V8              | G            |
| 8   | Denny Hulme     | Brabham Racing Organisation | Brabham      | Brabham BT22 | F1-1-64    | Coventry Climax FPF L4       | G            |
| 9   | Richie Ginther  | Cooper Car Company          | Cooper       | Cooper T81   | F1-6-66    | Maserati 9/F1 V12            | D            |
| 10  | Jochen Rindt    | Cooper Car Company          | Cooper       | Cooper T81   | F1-3-66    | Maserati 9/F1 V12            | D            |
| 11  | Graham Hill     | Owen Racing Organisation    | BRM          | BRM P261     | 2616       | BRM P60 V8                   | D            |
| T11 | Graham Hill     | Owen Racing Organisation    | BRM          | BRM P83      | 8301       | BRM P75 H16                  | D            |
| 12  | Jackie Stewart  | Owen Racing Organisation    | BRM          | BRM P261     | 2617       | BRM P60 V8                   | D            |
| 14  | Joseph Siffert  | Rob Walker Racing Team      | Brabham      | Brabham BT11 | F1-6-64    | BRM P56 V8                   | D            |
| T14 | Joseph Siffert  | Rob Walker Racing Team      | Cooper       | Cooper T81   | F1-2-66    | Maserati 9/F1 V12            | D            |
| 15  | Bob Anderson    | DW Racing Enterprises       | Brabham      | Brabham BT11 | F1-5-64    | Coventry Climax FPF L4       | F            |
| 16  | Lorenzo Bandini | SpA Ferrari SEFAC           | Ferrari      | Ferrari 246  | 246/0006   | Ferrari 228 V6               | D            |
| T16 | Lorenzo Bandini | SpA Ferrari SEFAC           | Ferrari      | Ferrari 312  | 312/0011   | Ferrari 218 V12              | D            |
| 17  | John Surtees    | SpA Ferrari SEFAC           | Ferrari      | Ferrari 312  | 312/0010   | Ferrari 218 V12              | D            |
| 18  | Joakim Bonnier  | Anglo-Suisse Racing         | Cooper       | Cooper T81   | F1-5-66    | Maserati 9/F1 V12            | F            |
| T18 | Joakim Bonnier  | Reg Parnell Racing          | Lotus        | Lotus 25C    | 25 R3      | Coventry Climax FPF L4       | F            |
| 19  | Dan Gurney      | Anglo-American Racers       | Eagle        | Eagle T1F    | 101        | Coventry Climax FPF L4       | G            |
| 19  | Bob Bondurant   | Team Chamaco-Collect        | BRM          | BRM P261     | 2615       | BRM P60 V8                   | G            |
| 21  | Guy Ligier      | Privé                       | Cooper       | Cooper T81   | F1-4-66    | Maserati 9/F1 V12            | D            |

| no | Pilote    | Écurie              | Constructeur | Modèle    | N° châssis | Moteur                        | Pneumatiques | Commentaire                          |
| -- | --------- | ------------------- | ------------ | --------- | ---------- | ----------------------------- | ------------ | ------------------------------------ |
| 20 | Phil Hill | Metro-Goldwyn-Mayer | Lotus        | Lotus 25C | 25 R6      | Coventry Climax FWMV MkIII V8 | D            | monoplace équipée d'une caméra avant |

## Qualifications
Trois séances qualificatives sont prévues, les jeudi, vendredi et samedi précédant la course.

### Première séance - jeudi 19 mai

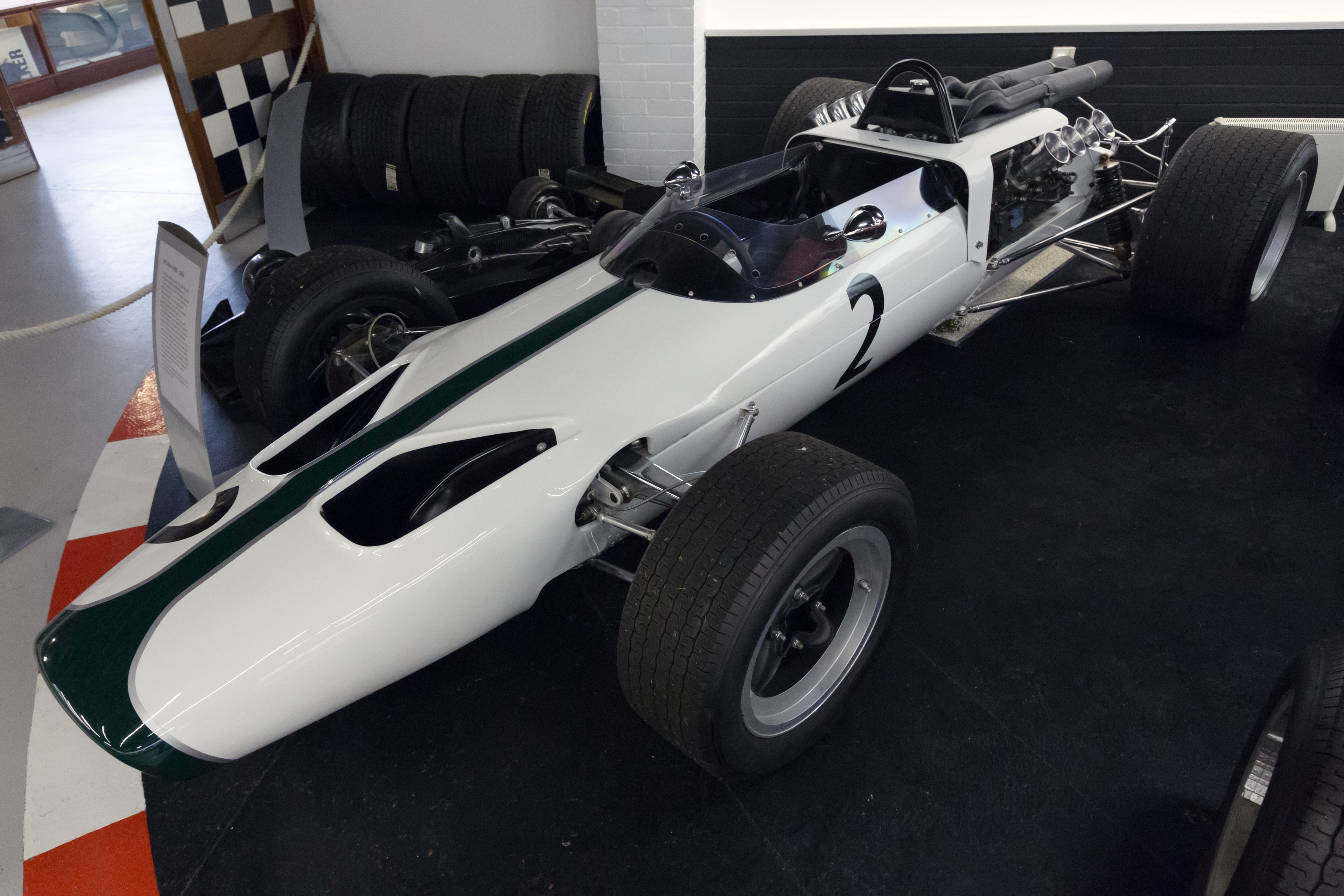
La nouvelle McLaren M2B, dotée d'un V8 dérivé du moteur Ford Indy, va effectuer ses premiers tours de roue à Monaco.

Le temps est couvert le jeudi après-midi pour la première session qualificative, et une petite averse perturbe le début de la séance mais la piste séchera ensuite rapidement. Le camion de la Scuderia Ferrari est resté longtemps bloqué dans les bouchons, aussi les monoplaces italiennes ne sont-elles pas encore arrivée, tout comme les Brabham, débarquées trop tardivement à cause d'une grève des marins britanniques. Premier à prendre la piste, le pilote-constructeur Bruce McLaren découvre le comportement de sa toute nouvelle monoplace. Le très bruyant V8 Ford manque cependant de souplesse, un sérieux handicap sur un circuit tortueux, et malgré l'apport des 100 chevaux supplémentaires le Néo-Zélandais ne sera pas en mesure de tourner plus vite que l'année précédente. Moins puissantes, les deux BRM V8 de Jackie Stewart et Graham Hill vont dominer la séance, le pilote écossais établissant le meilleur temps de la journée à 123,6 km/h de moyenne. Son coéquipier a entre-temps étrenné la P83 à moteur 16 cylindres ; il n'est cependant pas prévu d'utiliser la nouvelle voiture en course et Hill se contentera de quelques tours sans trop forcer. Le champion du monde Jim Clark n'a pu défendre ses chances, la transmission de sa Lotus lâchant peu après le début de la séance. Les mécaniciens de l'équipe Cooper ont dû modifier les rapports de boîte de leurs deux monoplaces à moteur Maserati avant que Jochen Rindt et Richie Ginther ne puissent aligner des tours rapides, obtenant respectivement les troisième et quatrième meilleurs temps de la journée, assez loin toutefois des temps réalisés par les pilotes BRM. La modification ne pourra cependant être effectuée sur les Cooper privées, Guy Ligier et Joakim Bonnier ne pouvant utiliser que les trois premières vitesses à cause d'une démultiplication bien trop longue pour ce circuit. Bien que n'étant pas officiellement inscrit, Phil Hill, qui est en contrat avec la Metro-Goldwyn-Mayer pour la réalisation du film Grand Prix, a été autorisé à tourner, au volant d'une Lotus équipée d'une caméra frontale, en même temps que les participants de l'épreuve qu'il a gênés à maintes reprises !
| Pos. | Pilote         | Écurie          | Temps        | Écart    |
| ---- | -------------- | --------------- | ------------ | -------- |
| 1    | Jackie Stewart | BRM             | 1 min 31 s 6 |          |
| 2    | Graham Hill    | BRM             | 1 min 32 s 3 | + 0 s 7  |
| 3    | Jochen Rindt   | Cooper-Maserati | 1 min 33 s 8 | + 2 s 2  |
| 4    | Richie Ginther | Cooper-Maserati | 1 min 34 s 7 | + 3 s 1  |
| 5    | Bruce McLaren  | McLaren-Ford    | 1 min 35 s 1 | + 3 s 5  |
| 6    | Joseph Siffert | Brabham-BRM     | 1 min 35 s 1 | + 3 s 5  |
| 7    | Mike Spence    | Lotus-BRM       | 1 min 36 s 0 | + 4 s 4  |
| 8    | Jim Clark      | Lotus-Climax    | 1 min 36 s 1 | + 4 s 5  |
| 9    | Guy Ligier     | Cooper-Maserati | 1 min 37 s 0 | + 5 s 4  |
| 10   | Joakim Bonnier | Cooper-Maserati | 1 min 39 s 0 | + 7 s 4  |
| 11   | Phil Hill      | Lotus-Climax    | 1 min 51 s 1 | + 19 s 5 |

### Deuxième séance - vendredi 20 mai

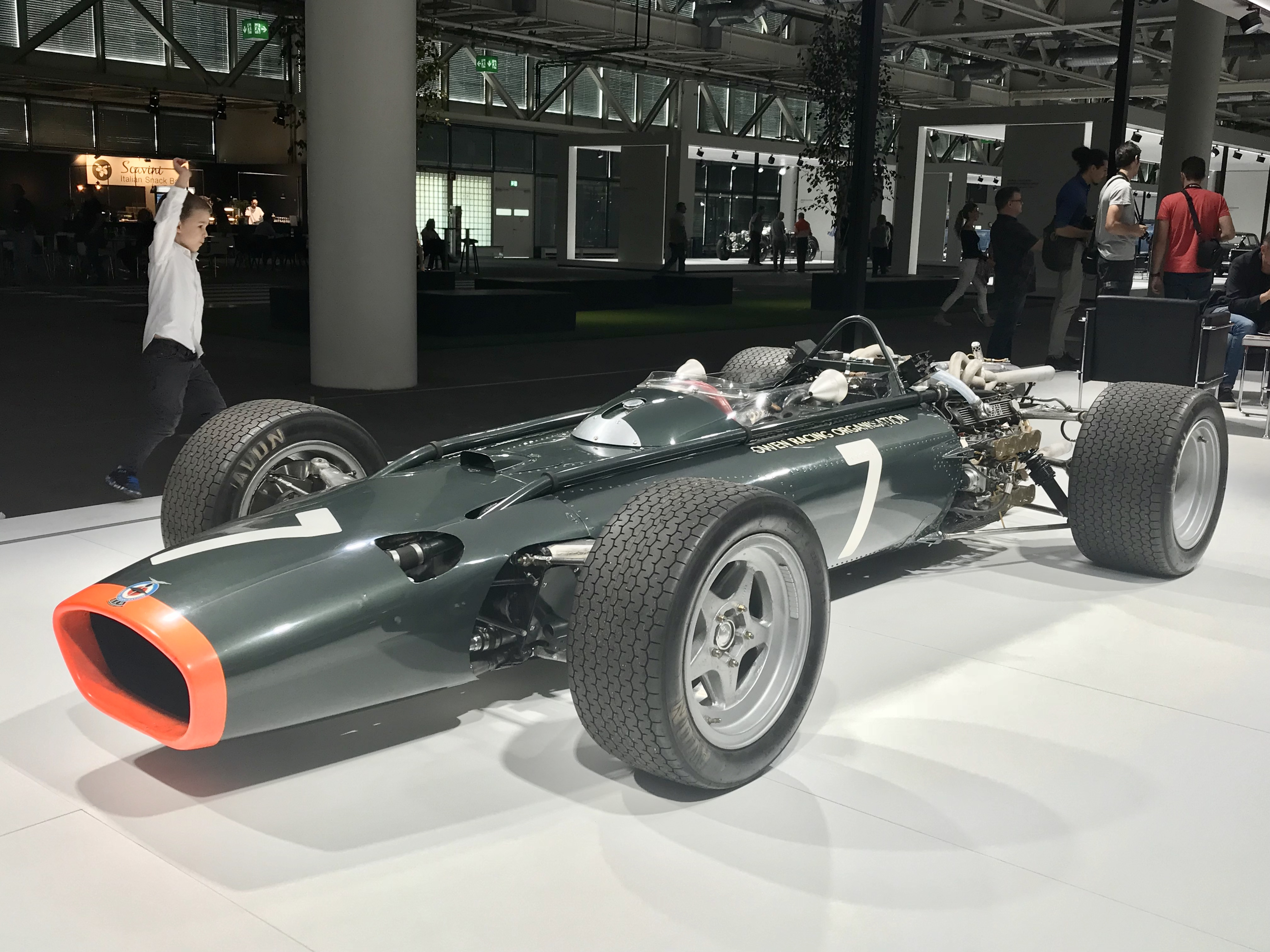
Graham Hill n'a effectué que quelques tours au volant de la nouvelle BRM P83 à moteur 16 cylindres, censée faire ses débuts lors de la prochaine épreuve, à Francorchamps.

Les essais reprennent le vendredi matin. Le ciel est légèrement couvert mais il fait déjà chaud et la piste est parfaitement sèche. Les deux Ferrari et les Brabham d'usine sont enfin arrivées. Surtees préférerait utiliser la petite Ferrari V6 plutôt que la puissante mais lourde V12 qui lui est attribuée, mais le directeur sportif de la Scuderia, Eugenio Dragoni, refuse cette possibilité à son premier pilote. Tournant sur le même rythme que Stewart, Le pilote britannique va parvenir à égaler le retour du tour, mais sera cependant battu d'une demi-seconde par son coéquipier Lorenzo Bandini (au volant de la V6). Ayant accompli un tour à 124,1 km/h de moyenne sur sa voiture de course avant d'essayer de nouveau la version 16 cylindres, Hill tiendra longtemps le haut de l'affiche mais en fin de séance Clark sort le grand jeu et, jetant littéralement sa Lotus dans les virages, bat de quatre dixièmes de secondes le temps du pilote BRM, réalisant une moyenne de 124,7 km/h. Jack Brabham, qui étrenne un nouveau moteur de 300 chevaux, se consacre à sa mise au point. Souffrant d'une indigestion, il va relativement peu tourner, n'obtenant que le huitième temps, devancé d'une seconde par son coéquipier Denny Hulme qui n'a eu aucun souci avec son vieux moteur 4 cylindres. Meilleur représentant de l'équipe Cooper, Rindt s'est intercalé entre eux les deux Brabham d'usine.
| Pos. | Pilote          | Écurie          | Temps        | Écart    |
| ---- | --------------- | --------------- | ------------ | -------- |
| 1    | Jim Clark       | Lotus-Climax    | 1 min 30 s 8 |          |
| 2    | Graham Hill     | BRM             | 1 min 31 s 1 | + 0 s 3  |
| 3    | Lorenzo Bandini | Ferrari         | 1 min 31 s 2 | + 0 s 4  |
| 4    | Jackie Stewart  | BRM             | 1 min 31 s 7 | + 0 s 9  |
| 5    | John Surtees    | Ferrari         | 1 min 31 s 7 | + 0 s 9  |
| 6    | Denny Hulme     | Brabham-Climax  | 1 min 31 s 8 | + 1 s 0  |
| 7    | Jochen Rindt    | Cooper-Maserati | 1 min 32 s 2 | + 1 s 4  |
| 8    | Jack Brabham    | Brabham-Repco   | 1 min 32 s 8 | + 2 s 0  |
| 9    | Bruce McLaren   | McLaren-Ford    | 1 min 34 s 3 | + 3 s 5  |
| 10   | Richie Ginther  | Cooper-Maserati | 1 min 34 s 4 | + 3 s 6  |
| 11   | Mike Spence     | Lotus-BRM       | 1 min 34 s 5 | + 3 s 7  |
| 12   | Guy Ligier      | Cooper-Maserati | 1 min 35 s 9 | + 5 s 1  |
| 13   | Joseph Siffert  | Brabham-BRM     | 1 min 37 s 4 | + 6 s 6  |
| 14   | Joakim Bonnier  | Cooper-Maserati | 1 min 37 s 5 | + 6 s 7  |
| 15   | Bob Anderson    | Brabham-Climax  | 1 min 39 s 3 | + 8 s 5  |
| 16   | Phil Hill       | Lotus-Climax    | 1 min 47 s 6 | + 16 s 8 |

### Troisième séance - samedi 21 mai
La session du samedi après-midi va se dérouler dans des conditions parfaites, sous le soleil et avec une douceur printanière. Une deuxième Ferrari V12 est disponible mais, après avoir parcouru quelques tours à allure réduite à son volant, Bandini préfère se rabattre la version V6, mieux adaptée au tracé monégasque. Bob Bondurant va pouvoir étrenner sa BRM, enfin arrivée. Cette dernière séance va être très animée, les favoris se battant pour décrocher la meilleure place sur la grille. La casse d'un segment va ôter toute chance à Brabham de bien figurer, le pilote australien devant remonter en urgence son ancien moteur, moins puissant, avec lequel il n'accomplira que quelques tours. Occupé à défendre sa place, Hill va uniquement utiliser sa voiture de course, et la nouvelle BRM 16 cylindres ne prendra pas la piste. Le pilote anglais améliore de près d'une seconde sa performance de la veille, mais sera cependant battu d'un dixième de seconde par son coéquipier Stewart, tous deux étant devancés par Surtees (qui a attaqué comme un beau diable pour tirer le maximum de la lourde Ferrari V12) et par Clark, qui dans les tout derniers instants boucle un tour à près de 126 km/h de moyenne, s'octroyant une nouvelle pole position. Il s'élancera donc de la première ligne au côté de Surtees, devant les BRM de Stewart et Hill, Bandini et Hulme se partageant quant à eux la troisième ligne. Très mécontent du comportement de sa Cooper, Bonnier a essayé la deuxième Lotus de l'équipe Parnell (initialement destinée à Richard Attwood, retenu à Francorchamps), qui s'avéra encore plus lente ; le pilote suédois s'est donc résigné à utiliser sa Cooper en course.
| Pos. | Pilote          | Écurie          | Temps        | Écart    |
| ---- | --------------- | --------------- | ------------ | -------- |
| 1    | Jim Clark       | Lotus-Climax    | 1 min 29 s 9 |          |
| 2    | John Surtees    | Ferrari         | 1 min 30 s 1 | + 0 s 2  |
| 3    | Jackie Stewart  | BRM             | 1 min 30 s 3 | + 0 s 4  |
| 4    | Graham Hill     | BRM             | 1 min 30 s 4 | + 0 s 5  |
| 5    | Lorenzo Bandini | Ferrari         | 1 min 30 s 5 | + 0 s 6  |
| 6    | Denny Hulme     | Brabham-Climax  | 1 min 31 s 1 | + 1 s 2  |
| 7    | Bob Anderson    | Brabham-Climax  | 1 min 32 s 5 | + 2 s 6  |
| 8    | Richie Ginther  | Cooper-Maserati | 1 min 32 s 6 | + 2 s 7  |
| 9    | Bruce McLaren   | McLaren-Ford    | 1 min 32 s 8 | + 2 s 9  |
| 10   | Jochen Rindt    | Cooper-Maserati | 1 min 33 s 4 | + 3 s 5  |
| 11   | Mike Spence     | Lotus-BRM       | 1 min 33 s 5 | + 3 s 6  |
| 12   | Jack Brabham    | Brabham-Repco   | 1 min 33 s 6 | + 3 s 7  |
| 13   | Joseph Siffert  | Brabham-BRM     | 1 min 34 s 4 | + 4 s 5  |
| 14   | Joakim Bonnier  | Cooper-Maserati | 1 min 35 s 0 | + 5 s 1  |
| 15   | Guy Ligier      | Cooper-Maserati | 1 min 35 s 2 | + 5 s 3  |
| 16   | Bob Bondurant   | BRM             | 1 min 37 s 3 | + 7 s 4  |
| 17   | Phil Hill       | Lotus-Climax    | 1 min 42 s 2 | + 12 s 3 |

### Tableau final des qualifications

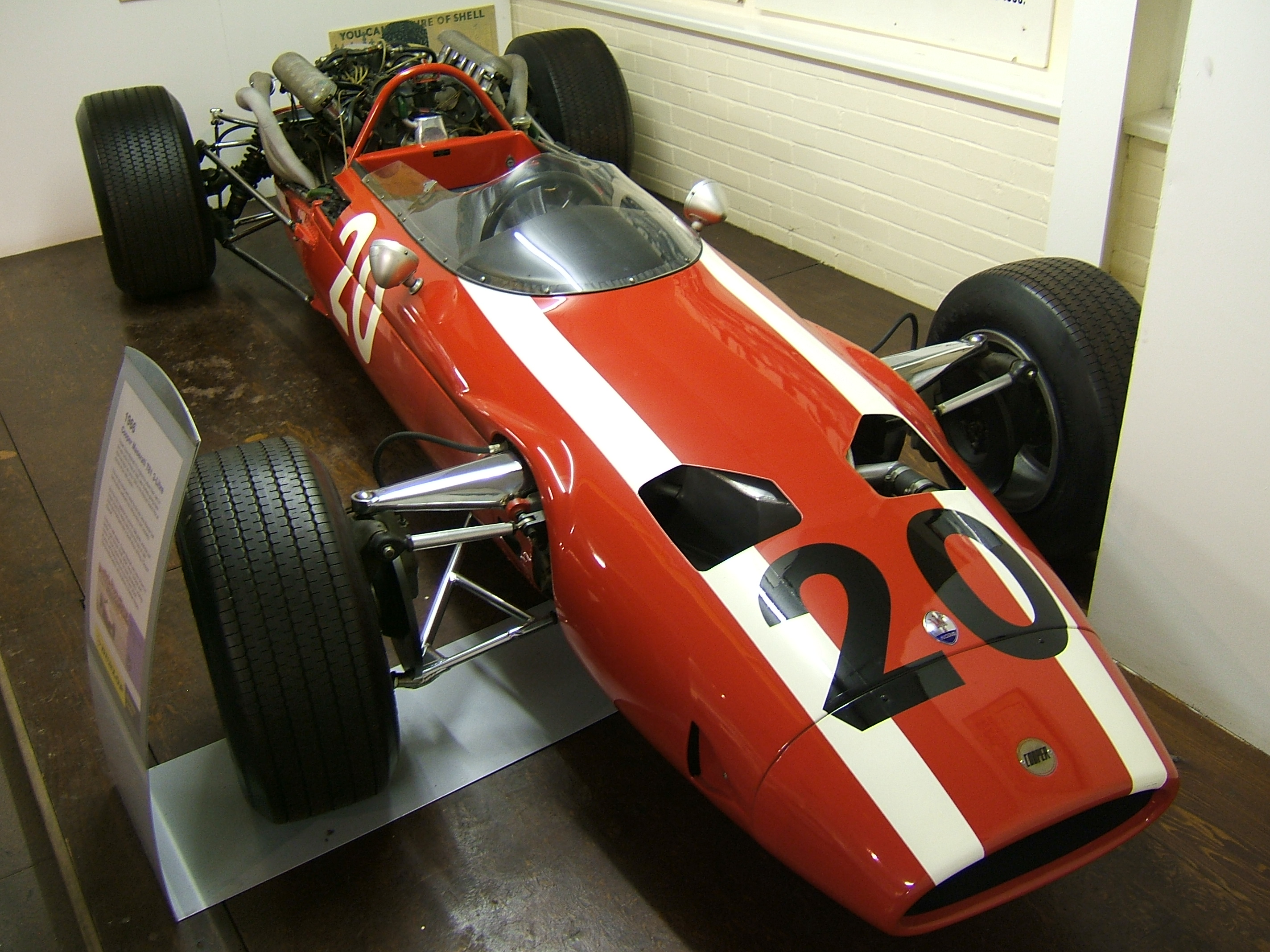
Peu adaptées aux circuits urbains, les lourdes Cooper T81 à moteur Maserati n'ont pas brillé aux essais du Grand Prix de Monaco. Ici la T81 de Joakim Bonnier, aux couleurs de l'écurie Anglo-Suisse Racing.

| Pos. | Pilote          | Écurie          | Temps        | Écart    | Commentaire               |
| ---- | --------------- | --------------- | ------------ | -------- | ------------------------- |
| 1    | Jim Clark       | Lotus-Climax    | 1 min 29 s 9 |          | temps réalisé le samedi   |
| 2    | John Surtees    | Ferrari         | 1 min 30 s 1 | + 0 s 2  | temps réalisé le samedi   |
| 3    | Jackie Stewart  | BRM             | 1 min 30 s 3 | + 0 s 4  | temps réalisé le samedi   |
| 4    | Graham Hill     | BRM             | 1 min 30 s 4 | + 0 s 5  | temps réalisé le samedi   |
| 5    | Lorenzo Bandini | Ferrari         | 1 min 30 s 5 | + 0 s 6  | temps réalisé le samedi   |
| 6    | Denny Hulme     | Brabham-Climax  | 1 min 31 s 1 | + 1 s 2  | temps réalisé le samedi   |
| 7    | Jochen Rindt    | Cooper-Maserati | 1 min 32 s 2 | + 2 s 3  | temps réalisé le vendredi |
| 8    | Bob Anderson    | Brabham-Climax  | 1 min 32 s 5 | + 2 s 6  | temps réalisé le samedi   |
| 9    | Richie Ginther  | Cooper-Maserati | 1 min 32 s 6 | + 2 s 7  | temps réalisé le samedi   |
| 10   | Bruce McLaren   | McLaren-Ford    | 1 min 32 s 8 | + 2 s 9  | temps réalisé le samedi   |
| 11   | Jack Brabham    | Brabham-Repco   | 1 min 32 s 8 | + 2 s 9  | temps réalisé le vendredi |
| 12   | Mike Spence     | Lotus-BRM       | 1 min 33 s 5 | + 3 s 6  | temps réalisé le samedi   |
| 13   | Joseph Siffert  | Brabham-BRM     | 1 min 34 s 4 | + 4 s 5  | temps réalisé le samedi   |
| 14   | Joakim Bonnier  | Cooper-Maserati | 1 min 35 s 0 | + 5 s 1  | temps réalisé le samedi   |
| 15   | Guy Ligier      | Cooper-Maserati | 1 min 35 s 2 | + 5 s 3  | temps réalisé le samedi   |
| 16   | Bob Bondurant   | BRM             | 1 min 37 s 3 | + 7 s 4  | temps réalisé le samedi   |
| 17   | Phil Hill       | Lotus-Climax    | 1 min 42 s 2 | + 12 s 3 | temps réalisé le samedi   |

## Grille de départ

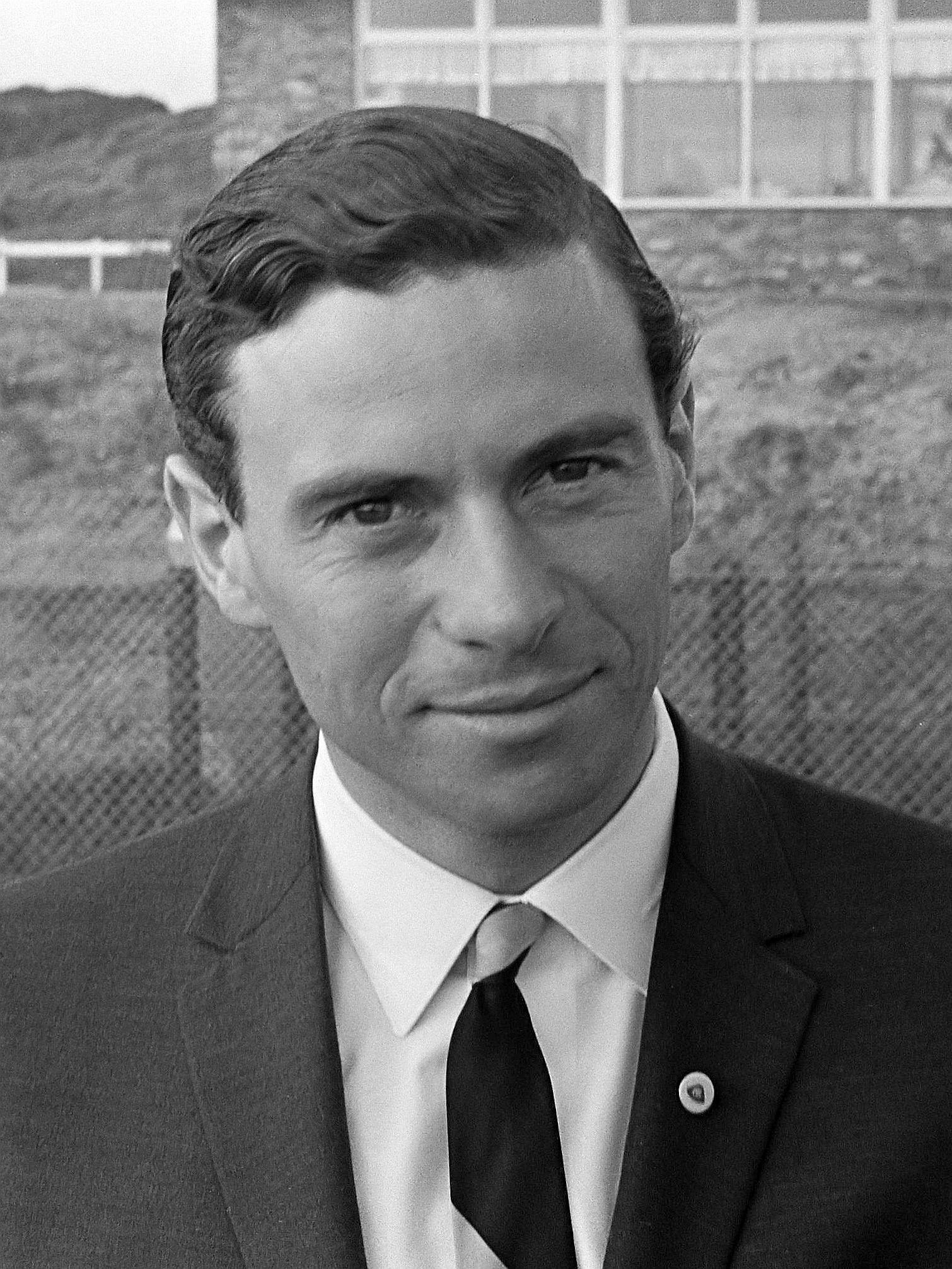
Au volant de sa Lotus, Jim Clark partira de nouveau en pole position.

| 1re ligne | Pos. 1                       |                            | Pos. 2                       |                               |
|           | Clark Lotus 1 min 29 s 9     |                            | Surtees Ferrari 1 min 30 s 1 |                               |
| 2e ligne  |                              | Pos. 3                     |                              | Pos. 4                        |
|           |                              | Stewart BRM 1 min 30 s 3   |                              | G. Hill BRM 1 min 30 s 4      |
| 3e ligne  | Pos. 5                       |                            | Pos. 6                       |                               |
|           | Bandini Ferrari 1 min 30 s 5 |                            | Hulme Brabham 1 min 31 s 1   |                               |
| 4e ligne  |                              | Pos. 7                     |                              | Pos. 8                        |
|           |                              | Rindt Cooper 1 min 32 s 2  |                              | Anderson Brabham 1 min 32 s 5 |
| 5e ligne  | Pos. 9                       |                            | Pos. 10                      |                               |
|           | Ginther Cooper 1 min 32 s 6  |                            | McLaren 1 min 32 s 8         |                               |
| 6e ligne  |                              | Pos. 11                    |                              | Pos. 12                       |
|           |                              | Brabham 1 min 32 s 8       |                              | Spence Lotus 1 min 33 s 5     |
| 7e ligne  | Pos. 13                      |                            | Pos. 14                      |                               |
|           | Siffert Brabham 1 min 34 s 4 |                            | Bonnier Cooper 1 min 35 s 0  |                               |
| 8e ligne  |                              | Pos. 15                    |                              | Pos. 16                       |
|           |                              | Ligier Cooper 1 min 35 s 2 |                              | Bondurant BRM 1 min 37 s 3    |

## Déroulement de la course
Le départ est donné à quinze heures le dimanche. Il fait chaud et le ciel est brumeux. Jim Clark effectue un démarrage parfait et prend un très léger avantage sur la Ferrari de John Surtees mais, au moment d'enclencher le deuxième rapport, la boîte de sa Lotus reste bloquée en première et le champion du monde se fait déborder de toutes parts ; lorsqu'il parvient enfin à sélectionner la deuxième vitesse, il compte déjà plusieurs secondes de retard sur la queue du peloton ! Entre-temps, Surtees a pris le commandement de la course devant la BRM de Jackie Stewart. Les deux hommes repassent dans cet ordre devant les stands, séparés de quelques dixièmes de seconde. Sur la deuxième BRM, Graham Hill est troisième, mais il est gêné par un embrayage qui a tendance à patiner et n'est pas parvenu à rester dans le sillage de son coéquipier. Derrière, le reste du peloton est emmené par les Brabham de Denny Hulme et Bob Anderson. En dernière position, Clark accuse déjà plus de treize secondes de retard ; il est revenu dans les roues de la Cooper de Joakim Bonnier, en difficulté sur ce circuit à cause de rapports de boîte inadaptés. Au cours du deuxième tour, Richie Ginther, qui évoluait en milieu de peloton au volant de sa Cooper, effectue un tête-à-queue au virage du casino et repart dernier. Surtees et Rindt se détachent progressivement de Hill, tandis que Jochen Rindt (sur Cooper) a doublé Anderson et se rapproche rapidement de Hulme qu'il dépasse peu après, s'emparant de la quatrième place. En tête, Surtees doit attaquer en permanence pour maintenir sa lourde Ferrari devant l'agile BRM de Stewart, qui tourne sur le même rythme. Après cinq tours, l'écart entre les deux premiers est toujours d'une demi-seconde, Hill venant cinq secondes plus loin, maintenant menacé par Rindt qui se rapproche progressivement. Hulme est cinquième, loin devant la Ferrari de Lorenzo Bandini, revenue en sixième position après un mauvais départ. Remonté à la onzième place, Clark poursuit sa progression. Rindt profite des problèmes d'embrayage affectant la BRM de Hill pour prendre l'avantage sur le Britannique, le «piquant» au freinage du virage du Bureau de tabac au cours du huitième tour, et se retrouve troisième, à treize secondes du duo Surtees-Stewart. Clark est maintenant septième, plus de dix secondes derrière Bandini. Hulme déborde bientôt Hill, toujours en difficulté, et tente de se rapprocher de Rindt. Stewart est dans les roues de Surtees lorsque, au début du quinzième tour, celui-ci s'écarte pour laisser passer son adversaire ; le comportement de la Ferrari s'est subitement dégradé, et le pilote anglais ne tarde pas à rentrer au stand. Il en repartira après plusieurs minutes pour abandonner une boucle plus tard, différentiel hors d'usage. Hulme a également dû renoncer, arbre de transmission désaccouplé. Stewart se retrouve seul devant, avec vingt-cinq secondes d'avance sur Rindt et vingt-sept sur Hill, maintenant talonné par Bandini. Clark est désormais cinquième, onze secondes plus loin, ne parvenant pas à réduire son retard sur la Ferrari du pilote italien. À plus d'une minute de la BRM de tête, Jack Brabham est sixième précédant de peu la Lotus de Mike Spence et la Cooper de Ginther, mais le pilote-constructeur australien est depuis plusieurs tours en difficulté avec sa boîte de vitesses et va abandonner peu après, bloqué en quatrième.

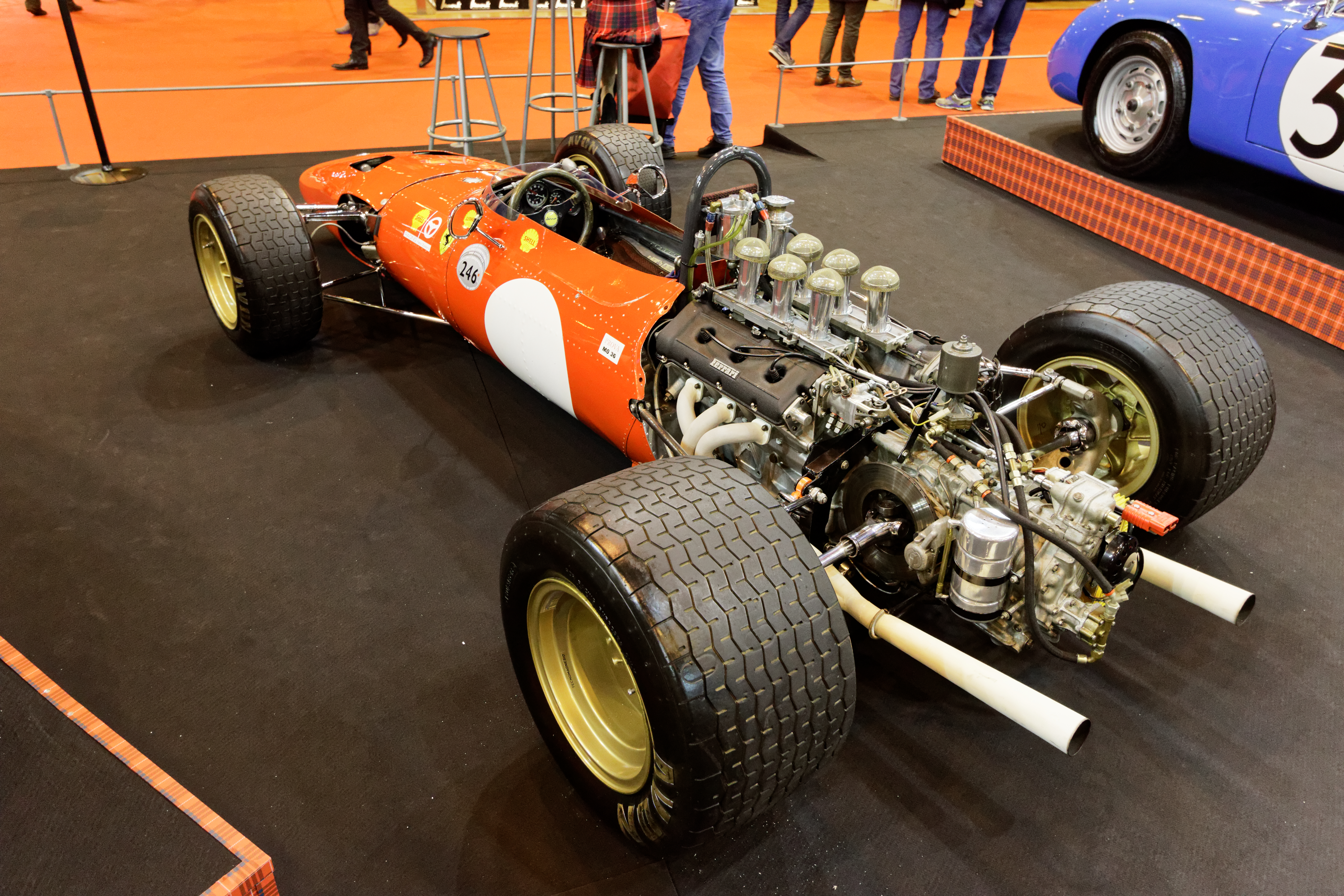
Aux mains de Lorenzo Bandini, la «petite» Ferrari s'est révélée très rapide en course.

Alors que Stewart contrôle la course, Bandini et Rindt se disputent la deuxième place, Hill suivant à quelques secondes. Malgré le handicap de son embrayage, il conserve une avance de sept secondes sur Clark tandis que beaucoup plus loin Ginther et Spence comptent déjà près d'un tour de retard. Calquant son allure sur celle de ses poursuivants, Stewart déborde Spence au cours de son vingt-troisième tour et Ginther trois boucles plus tard. Au trentième passage devant les tribunes, Stewart a très légèrement accru son avance sur Bandini (environ vingt-huit secondes), alors que Rindt commence à être handicapé par un problème de boîte de vitesses (la première saute par moments) ; il a perdu le contact avec la Ferrari et Hill est revenu dans ses roues. Une boucle plus tard, le Britannique (dont l'embrayage semble alors mieux fonctionner) a repris la troisième place et commence à grignoter son retard sur Bandini. Rindt se maintient quelques secondes devant Clark lorsqu'une baisse de puissance soudaine lui fait perdre quelques secondes, permettant au champion du monde de le rattraper et de s'emparer de la quatrième place. Stewart possède alors vingt-sept secondes d'avance sur Bandini et Hill, Clark étant huit secondes plus loin. Le pilote Lotus va alors aligner une série de tours très rapides, améliorant à plusieurs reprises le record de la piste et se rapprochant de Hill. À la mi-course, L'écart entre Stewart et Bandini n'a pas varié ; Hill a perdu le contact avec la Ferrari et n'a plus qu'une seconde d'avance sur Clark. Rindt, dont le moteur émet un bruit inquiétant, est vingt secondes plus loin et ne va pas tarder à abandonner. Pendant une dizaine de tours, Hill et Clark vont se livrer un duel serré pour la troisième place, le pilote BRM parvenant à se maintenir, malgré ses problèmes d'embrayage et un moteur qui désamorce dans la partie rapide du circuit, devant la Lotus. Clark finit pourtant par trouver l'ouverture au cours du soixante-et-unième tour, piquant son adversaire au freinage du virage de Sainte-Dévote. Il n'ira cependant pas beaucoup plus loin : à peine une minute plus tard, alors qu'il s'apprête à négocier l'épingle du Gazomètre, la suspension arrière gauche de sa monoplace se brise et il abandonne sur place. Hill récupère la troisième place, avec un tour d'avance sur Ginther. Déconcentré par la sortie de Clark, le Britannique commet une petite faute au virage de la gare, dérape et cale son moteur. Il va perdre une demi-minute avant de pouvoir repartir, ayant perdu toute chance de revenir sur Bandini mais conservant néanmoins plus d'un tour d'avance sur Ginther. Celui-ci s'est alors rapproché à seize secondes de Stewart, mais le pilote écossais parvient à contrôler son avance. La situation va rester pratiquement inchangée jusqu'au quatre-vingtième tour, avec un écart de dix-sept secondes entre les deux premiers. Toujours troisième, Hill, soucieux de ménager son embrayage, a cependant nettement levé le pied ; il est sur le point de se faire rattraper par son coéquipier. Très loin derrière, Ginther est toujours quatrième lorsque la casse de l'arbre de met un terme à sa course. Il ne reste alors plus que six voitures en piste, dont trois très attardées : la BRM de Bob Bondurant et les Cooper privées de Guy Ligier et de Joakim Bonnier, ces deux dernières ayant été immobilisées beaucoup trop longtemps au stand pour pouvoir être classées.
Bandini se montre de plus en plus rapide et améliore à plusieurs reprises le record du circuit. À dix tours de la fin, alors qu'il vient de porter le record à 126 km/h de moyenne, il ne compte plus que douze secondes de retard sur la monoplace de tête. Mais les freins avant de la Ferrari commencent à perdre de leur efficacité et le pilote italien doit relâcher son effort, laissant filer la BRM. Sans avoir à forcer, Stewart s'impose, franchissant la ligne avec quarante secondes d'avance sur son rival. Seuls les deux premiers terminent dans le même tour, Hill ayant considérablement ralenti en fin d'épreuve pour assurer sa troisième place. Bondurant se classe quatrième, mais avec cinq tours de retard sur le premier, alors que Ligier et Bonnier terminent mais n'ont accompli que les trois quarts de la distance prévue.

### Classements intermédiaires
Classements intermédiaires des monoplaces aux premier, troisième, cinquième, huitième, dixième, quinzième, vingtième, trentième, quarantième, cinquantième, soixantième, soixante-dixième, quatre-vingtième et quatre-vingt-dixième tours.

### Classement de la course

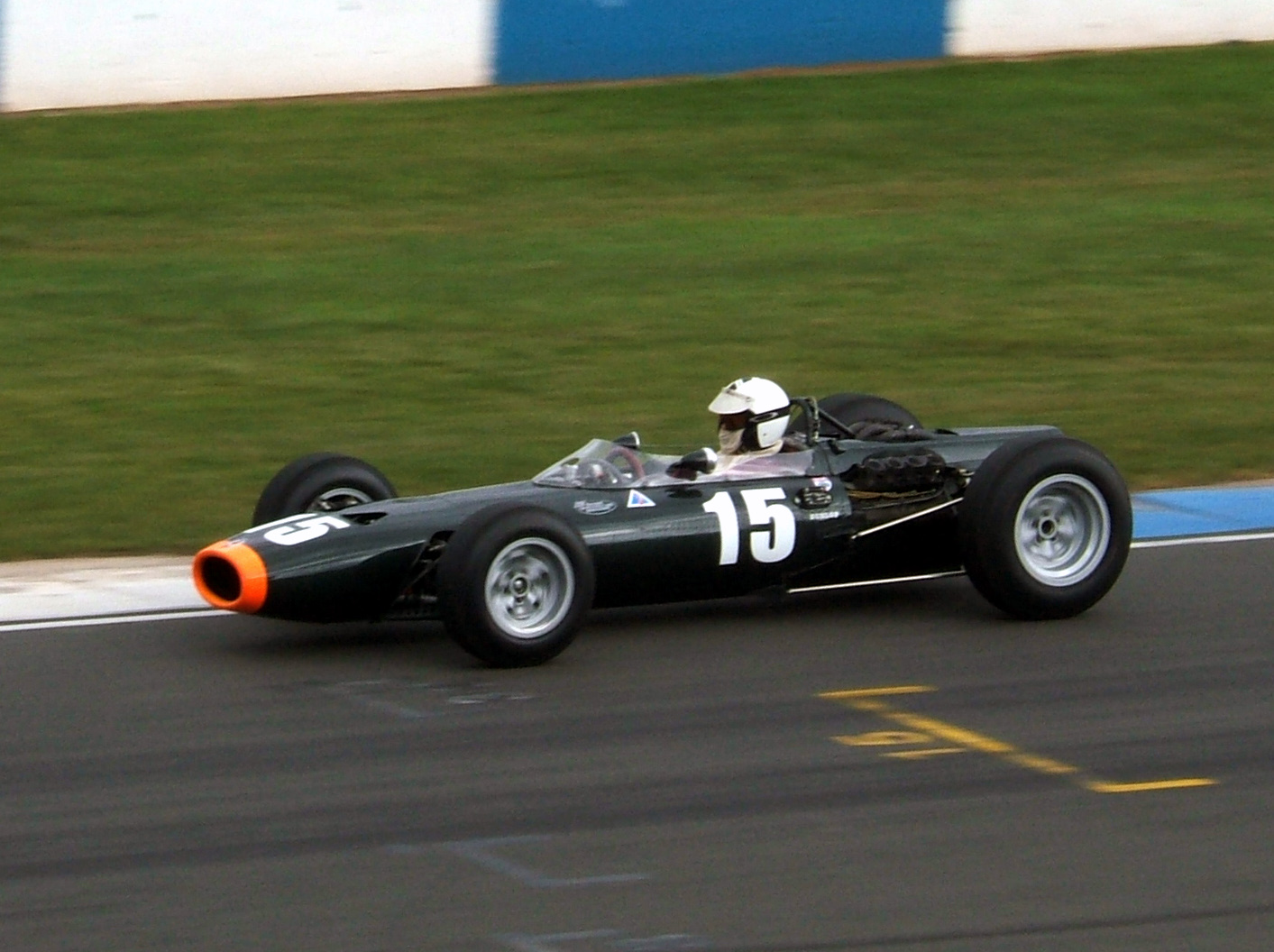
Une BRM P261 lors d'une manifestation historique. C'est au volant d'un modèle identique que Jackie Stewart s'est imposé à Monaco.

| Pos  | N° | Pilote          | Écurie          | Tours | Temps/Abandon                  | Grille | Points |
| ---- | -- | --------------- | --------------- | ----- | ------------------------------ | ------ | ------ |
| 1    | 12 | Jackie Stewart  | BRM             | 100   | 2 h 33 min 10 s 5              | 3      | 9      |
| 2    | 16 | Lorenzo Bandini | Ferrari         | 100   | 2 h 33 min 50 s 7 (+ 40 s 2)   | 5      | 6      |
| 3    | 11 | Graham Hill     | BRM             | 99    | 2 h 34 min 33 s 5 (+ 1 tour)   | 4      | 4      |
| 4    | 19 | Bob Bondurant   | BRM             | 95    | 2 h 34 min 33 s 8 (+ 5 tours)  | 16     | 3      |
| Abd. | 9  | Richie Ginther  | Cooper-Maserati | 80    | Arbre de transmission          | 9      |        |
| N.C. | 21 | Guy Ligier      | Cooper-Maserati | 75    | 2 h 33 min 48 s 3 (non classé) | 15     |        |
| N.C. | 18 | Jo Bonnier      | Cooper-Maserati | 73    | 2 h 34 min 48 s 9 (non classé) | 14     |        |
| Abd. | 4  | Jim Clark       | Lotus-Climax    | 60    | Suspension arrière             | 1      |        |
| Abd. | 10 | Jochen Rindt    | Cooper-Maserati | 56    | Moteur                         | 7      |        |
| Abd. | 14 | Jo Siffert      | Brabham-BRM     | 35    | Embrayage                      | 13     |        |
| Abd. | 6  | Mike Spence     | Lotus-BRM       | 34    | Suspension arrière             | 12     |        |
| Abd. | 7  | Jack Brabham    | Brabham-Repco   | 17    | Boîte de vitesses              | 11     |        |
| Abd. | 17 | John Surtees    | Ferrari         | 16    | Différentiel                   | 2      |        |
| Abd. | 8  | Denny Hulme     | Brabham-Climax  | 15    | Arbre de transmission          | 6      |        |
| Abd. | 2  | Bruce McLaren   | McLaren-Ford    | 9     | Fuite d'huile                  | 10     |        |
| Abd. | 15 | Bob Anderson    | Brabham-Climax  | 3     | Moteur                         | 8      |        |

Légende :
- Abd.=Abandon

### Pole position et record du tour
- Pole position :  Jim Clark (Lotus) en 1 min 29 s 9 (vitesse moyenne : 125,940 km/h). Temps réalisé lors de la séance d'essais du samedi 21 mai[22].
- Meilleur tour en course :  Lorenzo Bandini (Ferrari) en 1 min 29 s 8 (vitesse moyenne : 126,080 km/h) au quatre-vingt-dixième tour.

#### Évolution du record du tour en course
Le meilleur tour fut amélioré dix-neuf fois au cours de l'épreuve.

### Tours en tête
- John Surtees : 14 tours (1-14)
- Jackie Stewart : 86 tours (15-100)

## Classement provisoire du championnat à l'issue de la course
- Attribution des points : 9, 6, 4, 3, 2, 1 respectivement aux six premiers de chaque épreuve.
- Pour la coupe des constructeurs, même barème et seule la voiture la mieux classée de chaque équipe inscrit des points.
- Seuls les cinq meilleurs résultats sont comptabilisés[22].

| Pos. | Pilote          | Écurie  | Points | MON | BEL | FRA | GBR | NL | ALL | ITA | USA | MEX |
| ---- | --------------- | ------- | ------ | --- | --- | --- | --- | -- | --- | --- | --- | --- |
| 1    | Jackie Stewart  | BRM     | 9      | 9   |     |     |     |    |     |     |     |     |
| 2    | Lorenzo Bandini | Ferrari | 6      | 6   |     |     |     |    |     |     |     |     |
| 3    | Graham Hill     | BRM     | 4      | 4   |     |     |     |    |     |     |     |     |
| 4    | Bob Bondurant   | BRM     | 3      | 3   |     |     |     |    |     |     |     |     |

| Pos. | Écurie  | Points | MON | BEL | FRA | GBR | NL | ALL | ITA | USA | MEX |
| ---- | ------- | ------ | --- | --- | --- | --- | -- | --- | --- | --- | --- |
| 1    | BRM     | 9      | 9   |     |     |     |    |     |     |     |     |
| 2    | Ferrari | 6      | 6   |     |     |     |    |     |     |     |     |

## Statistiques
- 2e victoire en championnat du monde pour Jackie Stewart.
- 13e victoire en championnat du monde pour BRM en tant que constructeur.
- 13e victoire en championnat du monde pour BRM en tant que motoriste.
- 1er Grand Prix de Formule 1 pour l'écurie McLaren.

Ce Grand Prix est resté célèbre comme le Grand Prix de championnat du monde avec le moins de pilotes classés : seuls six participants atteignent l'arrivée, quatre seulement ayant accompli la distance minimale pour être classés, et les points réservés aux cinquième et sixième ne sont pas attribués. Le record du peu de pilotes à l'arrivée sera battu au Grand Prix de Monaco 1996 avec trois participants finissant la course, mais l'édition de 1966 conserve le record du peu de pilotes classés, car en 1996 sept pilotes le sont (tout participant ayant accompli au moins 90 % de la distance totale est classé, qu'il finisse la course ou non).